# دانا واورووا
دانا واورووا (چکی: Dana Vávrová؛ ۹ اوت ۱۹۶۷–۵ فوریه ۲۰۰۹) بازیگر و کارگردان فیلم اهل جمهوری چک و آلمان بود.